# 板本洋子
板本 洋子（いたもと ようこ、1948年 - ）は、日本の結婚に関する事業家。
日本青年館結婚相談所所長。

## 略歴
茨城県日立市生まれ。日本女子体育短期大学卒。1969年日本青年団協議会に勤務。事務局員として全国の青年団活動に関わる。
1976年財団法人日本青年館に移籍（青年団の育成、援助団体）。1980年日本青年館事業の一環で結婚相談所設立。

## 著書
- 『現代結婚事情』家の光協会 1987
- 『ウエディングベルが聴きたくて』新日本出版社 1990
- 『現代結婚協奏曲』家の光協会 1990
- 『出会いはいつもドラマチック!? ウエディングベルが聴きたくて』新日本出版社 1994
- 『追って追われて結婚探し』新日本出版社 2005

### 共著・監修
- 『セカンドマリッジガイド 自分からはじめる』木本喜美子編著, 深堀習,二宮周平, 村瀬幸浩共著 KDDクリエイティブ 1995
- 『結婚 (あたらしい教科書 5) 』福島みずほ,岩下宣子, 中山庸子共監修 プチグラパブリッシング 2006